# 必然
《必然》是2016年由凯文·凯利编写的非科幻作品，它预测了十二种将在未来三十年改变人类的技术。

## 摘要
凯利在书中提到，很多在未来三十年即将发生的事情都是不可避免的。 我们的未来将会有更多的屏幕，跟踪技术，当然隐私也会更少。 凯利在书中提出了十二种趋势，它们将会永远改变我们工作，学习和交流的方式：
1. 服务的变化：从固定的产品转变为不停升级的服务和订阅
2. 智能化：作出一切都聪明多使用廉价的强大AI，我们得从云端
3. 流化：一切都依赖于实时发生且不可停止的数据流
4. 屏幕普遍化：所有的表面都将是屏幕
5. 资源访问化：把私人资产组成的社会，转变为人们不停索取各种服务的社会。[8]
6. 共享：大规模地共享合作。 凯写道，"我认为，如果给人类的当下的共享程度打个分，我们只能从十分中拿到两分。"
7. 过滤：为了达到我们的欲望，人们将更多地攫取个人隐私
8. 重组：把当下的商品拆分成更多部件，并把它们重新组成各种新的商品
9. 交互性：电脑将融入生活的方方面面，人们将把电脑的运用发挥到极致
10. 跟踪：为了公民和消费者的利益，跟踪和监控将无处不在
11. 提问：提出一个好问题将比一个好答案更重要
12. 新世纪开始：人们将构建一个所有人类和机器紧密交织的星球系统 [9]